# بخش دارنگ
بخش دارنگ (به انگلیسی: Darrang district) یک بخش در هند است که در آسام واقع شده‌است. بخش دارنگ ۹۰۸٬۰۹۰ نفر جمعیت دارد.